# Кастровілл (Техас)
Кастровілл (англ. Castroville) — місто (англ. city) в США, в окрузі Медина штату Техас. Населення — 2954 особи (2020).

## Географія
Кастровілл розташований за координатами 29°21′8″ пн. ш. 98°52′17″ зх. д. / 29.35222° пн. ш. 98.87139° зх. д. (29.352217, -98.871259).  За даними Бюро перепису населення США в 2010 році місто мало площу 7,06 км², з яких 6,97 км² — суходіл та 0,09 км² — водойми.

## Демографія
Згідно з переписом 2010 року, у місті мешкало 2680 осіб у 1024 домогосподарствах у складі 736 родин. Густота населення становила 380 осіб/км².  Було 1123 помешкання (159/км²).
Расовий склад населення:
| - 93,1 % — білих - 0,7 % — азіатів - 0,6 % — корінних американців - 0,5 % — чорних або афроамериканців - 3,5 % — осіб інших рас |

До двох чи більше рас належало 1,7 %. Частка іспаномовних становила 37,9 % від усіх жителів.
За віковим діапазоном населення розподілялося таким чином: 23,6 % — особи молодші 18 років, 57,3 % — особи у віці 18—64 років, 19,1 % — особи у віці 65 років та старші. Медіана віку мешканця становила 43,8 року. На 100 осіб жіночої статі у місті припадало 91,3 чоловіків;  на 100 жінок у віці від 18 років та старших — 86,0 чоловіків також старших 18 років.
Середній дохід на одне домашнє господарство  становив 67 286 доларів США (медіана — 55 500), а середній дохід на одну сім'ю — 82 271 долар (медіана — 62 333). Медіана доходів становила 48 438 доларів для чоловіків та 37 121 долар для жінок. За межею бідності перебувало 14,7 % осіб, у тому числі 23,1 % дітей у віці до 18 років та 21,9 % осіб у віці 65 років та старших.
Цивільне працевлаштоване населення становило 1173 особи. Основні галузі зайнятості: освіта, охорона здоров'я та соціальна допомога — 25,9 %, мистецтво, розваги та відпочинок — 12,3 %, роздрібна торгівля — 10,9 %.